# Cikawung (Pancatengah)
Cikawung is een bestuurslaag in het regentschap Tasikmalaya van de provincie West-Java, Indonesië. Cikawung telt 4045 inwoners (volkstelling 2010).